# جان شرلی
جان شرلی (انگلیسی: John Shirley؛ زادهٔ ۱۰ فوریهٔ ۱۹۵۳) یک نویسنده، فیلم‌نامه‌نویس، و نوازنده اهل ایالات متحده آمریکا است.
از فیلم‌هایی که وی در آن‌ها نقش داشته است، می‌توان به شاید فردایی در کار نباشد اشاره نمود.